# Julia Butterfly Hill
Julia Lorraine Hill més coneguda com a Julia "Butterfly" Hill, (18 de febrer de 1974) és una activista ambiental estatunidenca i defensora de l'objecció fiscal. És coneguda per haver viscut en una sequoia de 1500 anys i 55 m d'altura, a Califòrnia. Va estar vivint dalt de l'arbre durant 738 dies, des de desembre de 1997 fins a desembre de 1999. Hi va viure en aquest arbre, anomenat afectuosament "Lluna", per impedir que la Pacific Lumber Company el derroqués. És l'autora del llibre El Llegat de Lluna, on conta la seva experiència, i coautora d' One Makes the Difference. És vegana.

## Biografia
El seu pare era un predicador que anava de ciutat en ciutat, portant la seva família amb ell. Hill, fins que va tenir deu anys, va viure en una càmper de 10 m amb el seu pare Dale, la seva mare Kathy, i els seus germans Mike i Dan. Quan viatjava amb la seva família, en els campaments, li agradava explorar els rius. Sembla que quan tenia set anys, quan ella i la seva família estaven caminant, li va succeir quelcom sorprenent: una papallona es va posar en el seu dit i es va quedar allí tota la resta de la caminada. De manera que li van posar el sobrenom de "Butterfly" (papallona); un àlies que va decidir utilitzar ja sempre.
Quan estava a l'escola secundària, la seva família va deixar de viatjar i es van instal·lar a Jonesboro (Arkansas). L'agost de 1996, als 22 anys, va tenir un accident automobilístic molt greu. El volant se li va incrustar en el crani. Va estar gairebé un any rebent teràpies intensives abans de recuperar la capacitat de parlar i caminar normalment. En aquell moment, Hill va iniciar el seu compromís amb els arbres.
| « | A mesura que em recuperava, vaig adonar-me que tota la meva vida havia estat desequilibrada... Havia acabat l'institut als 16, i des de llavors no havia parat de treballar, primer de cambrera, després d'encarregada de restaurant. M'havia obsessionat per la meva carrera, l'èxit, i les coses materials. L'accident em va despertar a la importància del moment, i fer el que pogués per tenir un impacte positiu en el futur. El volant del cap, tant figurativament com literal, m'ha dirigit en una nova direcció en la meva vida. | » |

Es va embarcar en una cerca espiritual centrada en la causa ambiental i va decidir oposar-se a la destrucció dels boscos de sequoia en el comtat de Humboldt, Califòrnia.
Originalment, Hill no es va afiliar a cap organització ambiental, decidint ella emprendre la desobediència civil. Aviat, va anar activament recolzada per Earth First! (La Terra Primer!), entre altres organitzacions, i en el voluntariat. Un grup d'activistes havia estat tornant-se entrant hi sortint entre els sequoies gegants del comtat de Humboldt cada dos dies per a evitar la tala d'arbres de la Pacific Lumber Co. Davant aquesta situació, i la impossibilitat de diàleg amb la empresa de la fusta, el 10 de desembre de 1997, Julia Butterfly Hill decidí pujar dalt de la sequoia "Lluna", un arbre de 55 metres.
Es va mantenir en dues plataformes de 3,20 m² durant 738 dies. El tronc de "Lluna" era el seu camí per a passejar i fer exercicis. Va aprendre moltes habilitats de supervivència mentre vivia sobre Lluna. Ella deia "rarament em vaig rentar les plantes dels seus peus, perquè la saba ajudava als meus peus perquè s'aferressin millor a les branques." Utilitzava un mòbil que es carregava amb energia solar per a entrevistes radiofòniques, arribant a ser una "corresponsal" de l'arbre per a un programa televisiu. En la seva plataforma va allotjar a periodistes de televisió que protestaven sobre l'activitat de l'empresa. Amb cordes, se li subministrava les seves necessitats de supervivència. Per mantenir-se temperada, s'embolicava en un sac de dormir, deixant només un forat petit per respirar. Per preparar-se els menjars, utilitzava un cremador de propà. Durant l'activitat climatològica de El Niño, va suportar pluges i vents de 65 km/h, passades intimidatòries d'helicòpters, el setge durant deu dies de guàrdies de seguretat de la companyia, i diferents tipus d'intimidació que van realitzar membres de la companyia de la fusta.
En 1999 es va aconseguir, finalment, una resolució per la qual la Pacific Lumber Co acordava protegir l'arbre "Lluna" i a tots els arbres dins en un radi de 61 m de la zona. A canvi, Hill va acceptar abandonar l'arbre. A més, els 50.000 dòlars que Hill i altres activistes van aconseguir durant la causa van ser lliurats a l'empresa de la fusta, segons l'estipulat en la resolució. Els 50.000$ que "Earth First!" donà a la Pacific Lumber va ser donats a la Humboldt Universitat de l'estat com a part de l'acord per a recerca d'una silvicultura sostenible.
Més tard, uns vàndals van danyar l'arbre amb una motoserra. Observadors del dany van dir el tall feia 81 cm a 6 m de la base, una mica menys de la meitat de la circumferència de l'arbre. La ferida va ser tractada amb un remei i l'arbre es va estabilitzar amb cables d'acer. En la primavera de 2007, l'arbre ja creixia bé cada any. Cuidadors escalen rutinàriament l'arbre per comprovar el seu estat i mantenir els cables d'acer.

## El seu activisme

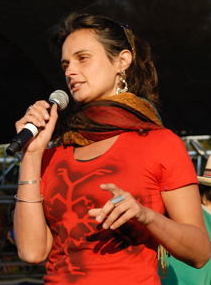
Hill parla en el Festival d'Harmonia l'any 2009.

Des de la seva experiència dalt de la sequoia, es va convertir en una portaveu ambiental (amb 250 intervencions a l'any), una autora d'altes vendes, i cofundadora del Circle of Life Foundation (va ajudar a organitzar We The Planet, una gira musical) i Engage Network, una ONG de grups petits per impulsar un canvi social.
El 16 de juliol de 2002, va ser detinguda a Quito, Equador, al peu de les oficines de l'empresa Occidental Petroleum, per protestar per la proposta d'un oleoducte que passaria per la selva nebulosa dels Andes, un bosc primari on es conserven ocells molt rars. El President equatorià Gustavo Noboa va comentar: "Els gringos han estat detinguts, incloent a la vella cacatua que puja arbres". Posteriorment, Hill fou deportada fora de l'Equador.
El 2003, Hill es va convertir en una defensora de la reducció impositiva, impulsant la resistència al pagament de prop de 150.000 $ en impostos federals i proposant que els diners es donessin a programes extraescolars, programes culturals, jardins comunitaris i programes per als pobles indígenes de les Amèriques, alternatives al encartament i programes de protecció del medi ambient.
En 2006, va protestar per la venda de la South Central Farm en un intent de salvar les 5,7 ha de granja dels desenvolupadors. En una entrevista d'abril de 2009, va reflexionar sobre quines serien les seves decisions en el futur.

## Difusió i cultura popular
Hill ha estat objecte de diversos documentals, entrevistes i llibres, incloent-hi les seves pròpies memòries,  The Legacy of Luna ; i ha influït o ha estat present en les lletres de diversos músics com Red Hot Chili Peppers, Neil Young, Idina Menzel, o el grup gallec Los Suaves, entre d'altres.
En la primera temporada dels documentals televisius de Penn & Teller, Bullshit, va ser entrevistada i les seves motivacions van estar qüestionades per Penn Jillette i Patrick Moore, fundador de Greenpeace.
El 10 de desembre de 1998, un concert benèfic en el Mateel Community Center in Redway, Califòrnia. Els artistes que van actuar van ser Bob Weir i Mark Karan com un duo acústic, Steve Kimock Banda, i Mickey Hart Banda. Hill va participar via telefònica en l'esdeveniment, llegint el seu poema "Lluna" mentre Mickey Hart Band interpretava "The Dancing Sorcerer".
Un episodi de la dotzena temporada de The Simpsons, anomenat "Lisa the Tree Hugger" va ser inspirat quan l'escriptor Mat Selman va escoltar la història sobre Hill.
Una adaptació de pel·lícula sobre el Llegat de Lluna, dirigida per Laurie Collyer i amb Rachel Weisz de protagonista, va esdevenir un infern en el seu desenvolupament, malgrat que Weisz va col·laborar activament per tirar endavant el projecte.